# Слапашница
Слепашница (серб. Слапашница / Slapašnica) — село в общине Братунац Республики Сербской Боснии и Герцеговины. Население составляет 318 человек по переписи 2013 года.

## География
Слепашница расположена в горной части общины Братунац. Занимаемая площадь — 1114 гектаров. Находится в 4 км к северу от Братунаца. Через село протекает несколько рек, крупнейшей является Слапашницкая река, в честь которой село и получило своё имя.

## Экономика
В селе развиты земледелие и лесное хозяйство: в лесах растут бук, дуб, граб и акация. Лес экспортируется в Братунац. Некогда на территории села ещё во время римлян располагались шахты по добыче золота и серебра, о чём упоминается в летописях.

## Культура
В селе есть начальная 5-летняя школа и отделение братунацкой школы имени Бранко Радичевича. Занятия проходят в смешанных классах.